# Aileen Frisch
Aileen Christina Frisch (* 25. August 1992 in Lebach, Saarland) ist eine ehemalige deutsch-südkoreanische Rennrodlerin.
Die aus Schellerhau im Erzgebirge stammende Frisch startet für den SSV Altenberg. Im Winter 2011/12 war sie die dominierende Starterin im Nachwuchsbereich: sie gewann die Junioren-Weltmeisterschaften auf der Kombinierten Kunsteisbahn am Königssee, die Junioren-Europameisterschaft, den Junioren-Gesamtweltcup und auch den nationalen deutschen Titel. Bei den Ausscheidungsrennen der deutschen Nationalmannschaft im Oktober und November 2012 überzeugte sie mit soliden Leistungen, so dass sie von Bundestrainer Norbert Loch für das Weltcup-Aufgebot der Saison 2012/13 nominiert wurde. Sie debütierte am 24. November 2012 beim Saisonauftakt auf der Bahn in Innsbruck-Igls, wo sie mit einem fünften Platz auf Anhieb in die Weltspitze fahren konnte. Am 5. Januar 2013 erreichte sie mit dem dritten Platz am Königssee ihre erste Podiumsplatzierung im Weltcup. Bei ihrer ersten Teilnahme an Rennrodel-Weltmeisterschaften belegte sie am 3. Februar 2013 auf der Bahn im kanadischen Whistler den fünften Platz.
Frisch hatte 2015 ihre Sportkarriere wegen Perspektivlosigkeit zunächst beendet, startet aber seit Januar 2017 für die südkoreanische Rennrodel-Nationalmannschaft. Dazu wurde Frisch vor den Olympischen Winterspielen 2018 in Südkorea eingebürgert, behielt aber ihre deutsche Staatsangehörigkeit. Sie erreichte bei den Olympischen Spielen 2018 den achten Platz.
In der Saison 2017/18 wurde sie 27. im Gesamtweltcup, in der Saison 2018/19 erreichte sie Platz 25 und 2019/20 wurde sie 41. Ihr bestes Resultat als Athletin Südkoreas im Weltcup erreichte sie 2018 in Sigulda mit Platz 16.
Nach der Saison 2021/22 beendete Frisch ihre Karriere.